# Мусайту
Мусайту́ (Мусаїт, рум. Musaitu) — село в Тараклійському районі Молдови з переважно українським населенням, утворює окрему комуну.
Згідно з даними перепису населення 2004 року, кількість українців у селі становила 760 осіб (70 %).
Село розташоване на річці Велика Салча.